# حديقة هيريستراو
حديقة هيريستراو (بالرومانية: Parcul Herăstrău) هي حديقة كبيرة وتقع في شمال بوخارست. تم بناءه عام 1936 على ضفاف بُحيرة هيريستراو (74 هكتار). تبلغ مساهته الكاملة 187 هكتار.

## وصلات خارجية
- (بالرومانية) Parcul Herăstrău

‌